# Бодинаміка
Бодинаміка (англ. Bodynamic) — сучасний метод тілесно-орієнтованої психотерапії, заснований Лізбет Марчер (англ. Lisbeth Marcher) у Данії в 1970-х роках. Термін англ. Bodynamic утворений від злиття двох англійських слів — тіло (англ. body) і динаміка (англ. dynamic).
Метод полягає в тому, що характер може бути сформований під впливом дитячої травми, що в дорослому віці знаходить відображення в м'язових затискачах і хронічних захворюваннях. У бодинаміці не «ломається» психологічний захист людини доти, доки не буде створена нею опора на вже існуючі ресурси, щоби людина не опинилася «оголеною» перед життєвими проблемами, і щоби могла впоратися з ними власними внутрішніми силами; терапевт «показує» людині свої ресурси, допомагає формувати нові для пошуку опори на зміни, і коли сама людина забажає, тоді може змiнюватися самостійно згідно своєї волі та побажанням; терапевт допомагає, супроводжує, направляє цей процес.
Головна концепція є в аналізуванні того, що протягом періоду розвитку людині притаманне прагнення досягти зв'язку з іншими людьми й навколишнім середовищем. При здоровому розвитку взаємний зв'язок зростає та розширюється в міру знайомства дитини з різноманітністю ресурсів та інструментів реалізації такого контакту. У кожній стадії розвитку людини фокус зв'язку в дитячо-батьківських відносинах зосереджений навколо певної теми:
- На 1-й стадії розвою стосунки сфокусовані на формуванні почуття безпечного існування;
- на 2-й — що людські потреби можуть бути підтримані та задоволені,
- на 3-й — на дослідженні світу та автономності;
- на 4-й — на можливості мати свою власну силу, наміри, волю залишаючись улюбленим;
- на 5-й — на можливості мати сильні романтичні та сексуальні почуття;
- на 6-й — на формуванні думок, переконань про світ і самовираження;
- на 7-й — на можливості бути членом соціальної групи без необхідності бути особливим, але при цьому на усвідомленні своєї цінності та унікальності[3].